# Бородинское поле
Бородинское поле — историческое поле, находящееся к западу от Можайска, на территории Можайского городского округа Московской области, близ деревни Бородино. Здесь 7 сентября 1812 года (по новому стилю) состоялось генеральное сражение Отечественной войны, а в 1941—1942 годах проходил передовой рубеж Можайской линии обороны Москвы.
На поле — многочисленные (более 50) памятники героям Отечественной войны 1812 года и советским воинам Великой Отечественной войны, братские могилы. В центре поля — главное здание военно-исторического музея (1912).

## История создания мемориала
Первым мемориальным комплексом Бородинского поля стали захоронения павших в битве 1812 года; в январе—апреле 1813 года были собраны, сожжены и захоронены все трупы павших. Среди семи известных мест захоронений наиболее насыщенное — Утицко-Семёновский квадрант. Через несколько лет, в 1820 году, появился второй, по времени создания, мемориал: М. М. Тучкова, вдова А. А. Тучкова, на месте предполагаемой гибели мужа, поставила храм во имя Спаса Нерукотворного Образа.
Император Николай I в 1835 году издал указ о памятниках Отечественной войны 1812 года. Было решено поставить памятники-близнецы на местах важнейших сражений Отечественной войны 1812 года. Планировалось поставить 16 монументов-часовен, до революции 1917 года было сооружено семь. Шесть из них в советское время были уничтожены коммунистами (уцелел только оригинал монумента-часовни в Смоленске).
В августе 1839 года, к 25-летию победы над Наполеоном на Бородинском поле на батарее Раевского был открыт первый монумент-часовня в память защитников Отечества, сооружённый по проекту Антонио Адамини. Высота монумента вместе с крестом 27,5 метров. На его гранях содержится информация о численном составе обеих армий в день сражения, о «двунадесяти языков» армии Наполеона, о русских генералах, погибших в достопамятный день 26 августа 1812 года. Здесь же — выразительные тексты об отступлении русской армии к Москве, о вступлении французов в первопрестольную и русских войск — в Париж. Рядом с памятником у подножия монумента в июле 1839 года были захоронены останки князя Петра Ивановича Багратиона, перенесенные сюда по указу императора из села Сима Юрьев-Польского уезда Владимирской губернии. Также, с целью проведения манёвров войск, принимавших участие в Бородинской битве, была восстановлена часть укреплений, расчищены окопы. В этом же году был освящён Спасо-Бородинский монастырь. В честь открытия Бородинского монумента-часовни в том же 1839 году была выпущена памятная серебряная монета номиналом полтора рубля.
В юбилейном, 1912 году, на поле появилось 32 новых памятника, к созданию которых были привлечены академики А. А. Бенуа, Н. Д. Прокофьев, скульптор М. М. Страховская. Композиция памятников, утверждённая Юбилейной комиссией на заседании 21 декабря 1911 года, за небольшим исключением, сохранилась до наших дней. Она включает:
- четыре дивизионных памятника у Семёновских флешей: 3-й пехотной, 2-й гренадерской, 27-й пехотной и 2-й кирасирской дивизиям;
- три памятника у Семёновского оврага: лейб-гвардии артиллерийской бригаде, лейб-гвардии Финляндскому, Литовскому и Измайловскому полкам и полкам 4-го кавалерийского корпуса;
- три памятника между батареей Раевского и деревней Семёновское: 11-й пехотной, 24-й пехотной дивизиям и конной артиллерии;
- четыре памятника на Шевардинском редуте: лейб-гвардии 3-й артиллерийской бригаде, 148-му пехотному Каспийскому, 9-му Киевскому и 12-му Ахтырскому гусарским полкам;
- четыре памятника на Утицком кургане и около него: лейб-гвардии Павловскому полку, 1-й гренадерской и 17-й пехотной дивизиям, 1-й гренадерской артиллерийской бригаде;
- два памятника у моста через реку Колочь: лейб-гвардии Егерскому и 4-му гренадерскому Несвижскому полкам;
- памятник лейб-гвардии Казачьему полку возле деревни Беззубово;
- памятник сапёрам на Семёновских флешах.

У деревни Горки, где во время боя располагался командный пункт русских войск, был сооружён памятник М. И. Кутузову, а у Шевардинского редута — памятник, посвящённый противнику (Памятник мёртвым Великой армии). Ближе к старой смоленской дороге на левом фланге был установлен памятник Московскому и Смоленскому ополчению.
В том же 1912 году были построены шоссе от железнодорожной станции через Семёновское до села Бородино и от Семёновского до Спасо-Бородинского монастыря. Специально для сторожа и «коменданта поля» А. Я. Смирнова по проекту В. В. Воейкова было выстроено каменное здание, в котором позднее разместился исторический музей Бородинского поля.
В 1932 году центральный памятник-часовня на батарее Раевского был разрушен коммунистами как «не имеющий ни исторической, ни художественной ценности».
Пострадал и склеп с прахом Багратиона. В 1987 году памятник-часовня и надгробие на могиле П. И. Багратиона были воссозданы в прежних формах и материалах — в чугуне и бронзе с позолотой (по сохранившимся чертежам архитектора Антония Адамини).
В 1941 году Бородинское поле защищала 32-я стрелковая дивизия полковника В. И. Полосухина, усиленная московскими ополченцами. Бойцы Полосухина помогли эвакуировать ценности музея Бородинской битвы. Они попросили чтобы им оставили знамёна полков, сражавшихся в 1812 году. И 15 октября 1941 года В. И. Полосухин распределил их между частями своей дивизии. 322-й стрелковый полк дивизии встал в центре на фронте Беззубово-Бородино. Он оказался непосредственно на Бородинском поле вместе с частями 133-го артполка, погибшего практически полностью. Боевые действия на Бородинском поле проходили с 13 по 17 октября 1941 года. Было разграблено и повреждено здание музея, во время боёв пострадали многие памятники Бородинского поля. Бородинское поле было освобождено от немецких захватчиков 21 января 1942 года.
В 1953 году к памятникам войны 1812 года присоединилось 10 памятников героям Великой Отечественной войны 1941—1945 годов.
В 1961 году указом правительства РСФСР Бородинское поле было объявлено музеем-заповедником.
В 1962 году были сооружены пять надгробий на братских могилах советских воинов и над усыпальницей Багратиона поставлен памятник. В 1960-х годах было осуществлено три перезахоронения героев Бородинской битвы. В 1971 году у подножия батареи Раевского был установлен памятник-танк.
В 1994 году правительством Российской Федерации были утверждены границы территории музея-заповедника, включающей около 300 памятных объектов, связанных с событиями двух Отечественных войн, а в 1995 году Бородинский военно-исторический музей-заповедник был включен в Государственный свод особо ценных объектов культурного наследия народов Российской Федерации.
На территории музея-заповедника зародился и стал ежегодно проводиться Международный военно-исторический фестиваль «День Бородина», включающий историческую реконструкцию основных эпизодов Бородинского сражения. С 2005 года на поле периодически проводится православный международный молодёжный фестиваль «Братья».

## Галерея
- Памятник «Благодарная Россия - своим защитникам» (близ флешей)
- Памятник кавалергардам и конной гвардии
- Памятник 12 артиллерийской роте на Шевардинском редуте
- Памятник 2-й грен.дивизии(гр.Мекленбургского) и 2-й сводной грен.дивизии(Воронцова)
- Памятник 24-й пехотной дивизии (Лихачева)
- Памятник 4-му кав.корпусу гр.Сиверса 1-го
- Обелиск 3-й пехотной дивизии генерала Коновицына (в монастыре)
- Памятник лейб-гвардии Московскому полку (быв.Литовский)
- Памятник лейб-гвардии Литовскому полку (от Литовского полка)
- Памятник 1-му и 19-му егерским полкам
- Памятник русскому 55-му Волынскому пехотному полку
- Памятник полевой конной артиллерии русской армии
- Памятник погибшим в битве французам
- Памятный знак художнику Ф.А.Рубо